# Pierre François Tardieu
Pierre François Tardieu, né le 24 décembre 1711 à Paris et mort le 15 janvier 1771 dans la même ville, est un graveur français.

## Biographie
Pierre François Tardieu, né le 24 décembre 1711 à Paris, est le fils de Jean Tardieu et le neveu et élève de Nicolas-Henri Tardieu.
Il grave d'après Jean-Baptiste Oudry, notamment une série pour les Fables de La Fontaine et quelques estampes pour L'Histoire Naturelle de Buffon. Il est marié à Marie-Anne Rousselet, également graveuse.
Pierre François Tardieu meurt le 15 janvier 1771 dans sa ville natale.